# Karangwuni (Rongkop)
Karangwuni is een bestuurslaag in het regentschap Gunung Kidul van de provincie Jogjakarta, Indonesië. Karangwuni telt 3433 inwoners (volkstelling 2010).